# Arichanna eucosme
Arichanna eucosme là một loài bướm đêm trong họ Geometridae.